# Upplands runinskrifter 43

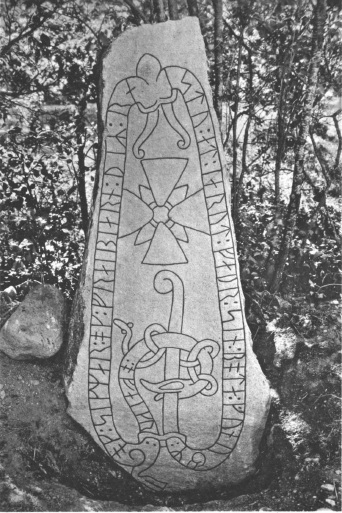
Inskriften på stenens framsida.

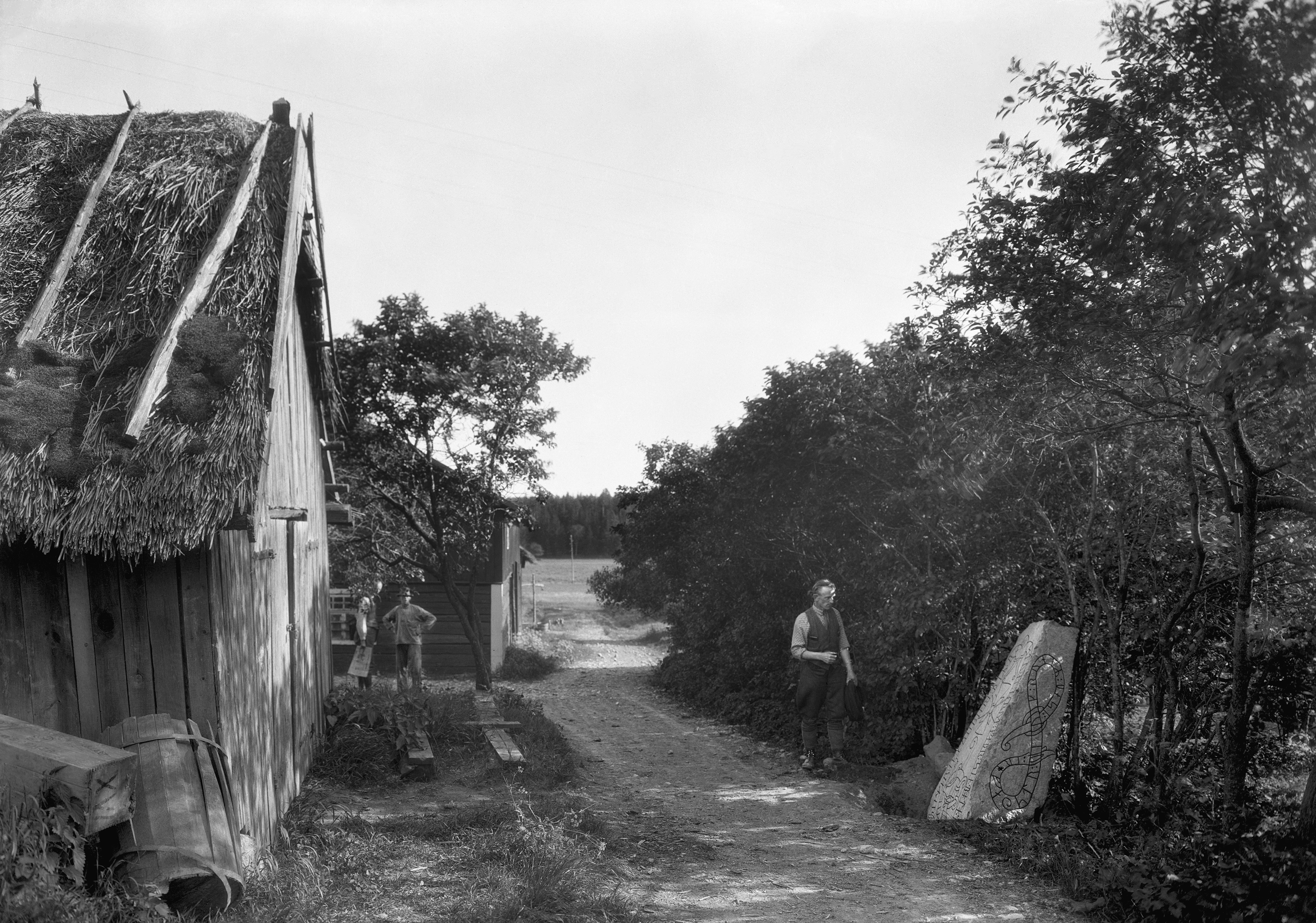
Stenens nuvarande placering.

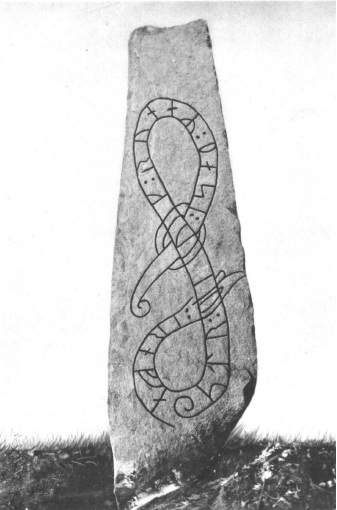
Ristarsignaturen på stenens högra kortsida.

Runinskrift U 43 är en runsten som står på vänstra sidan om infartsvägen till en gård i Törnby i Skå socken och Ekerö kommun i Uppland. Där placerades stenen 1937. Dess ursprungliga plats var en liten bit längre bort och ute på fältet vid sidan om gatan.

## Stenen
Stenen är av ljusgrå granit och 2,35 meter hög, varav 20 cm befinner sig under markytan. Inskriften befinner sig på två sidor, nämligen på ena bredsidan som vetter mot ÖSÖ och på högra kortsidan som vetter mot NNÖ. Stenen är relativt smal men något bredare längst ner. Runorna följer rundrakens kropp som lägger sig utmed yttre stenkanten. På stenens övre del syns ett stort kristet kors. Ristningen är tydlig och välbevarad. Runornas höjd är 7-9 cm och ornamentiken går i Urnesstil.
Stenen restes i 1000-talets mitt av de tre bröderna Ofeg, Sigmar och Fröbjörn till minne av deras far Jörund. Modern i familjen hette Gunna. Den från runor översatta inskriften lyder enligt nedan:

## Inskriften
Translitterering av runraden:
§A : ofaikr : ok : sikmar : ok : fraibiarn : þiʀ : raistu : at : iarut : faþr : sin : bota : gunum : 
§B : irnfastr : iuk : runaʀ : þasi :
Normalisering till runsvenska:
§A Ofæigʀ ok Sigmarr ok Frøybiorn þæiʀ ræistu at Iarund, faður sinn, bonda Gunnuʀ. 
§B Ærnfastr hiogg runaʀ þessi.
Översättning till nusvenska:
Ofeg och Sigmar och Fröbjörn de reste (stenen) efter Jörund, sin fader, Gunnas man. Ärnfast högg dessa runor.

## Formler
Stenens inskrift inleds med en minnesformel; även kallad för resarformel: Ofæigʀ ok Sigmarr ok Frøybiorn þæiʀ ræistu at Iarund, faður sinn, bonda Gunnuʀ, där det framgår att stenen restes av bröderna Ofeg, Sigmar och Fröbjörn till minne av deras far Jörund. Vi får även veta att Jörund varit gift med Gunna, som antagligen även är mor till de tre bröderna. Inskriften innehåller varken nekrolog eller förbön. Den avslutas med ristarsignaturen som befinner sig på stenens högra kortsida: Ærnfastr hiogg runaʀ þessi, ristaren hette således Ärnfast.

## Datering
Runstenen är från vikingatiden. Enligt Gräslunds datering efter stilperioder av ornamentiken skulle stenens rundjur och helhetsintrycket kunna klassas som Pr3. Detta tyder på att stenen är rest mellan åren 1025 och 1075. 

## Ristaren
Ristaren Ärnfast har varit verksam inom Färentuna härad, Sollentuna härad och Danderyds skeppslag. Han har tillverkat ytterligare tre runinskrifter nämligen U41, U79 och U123. Även U51 kan med stor sannolikhet attribueras till honom.